# (21199) 1994 PV8
A (21199) 1994 PV8 a Naprendszer kisbolygóövében található aszteroida. Eric Walter Elst fedezte fel 1994. augusztus 10-én.